# Tübingen Hauptbahnhof
Tübingen Hauptbahnhof is een spoorwegstation in de Duitse plaats Tübingen. Het station werd in 1862 geopend. De architect van het station is Josef Schlierholz. Het station heeft 7 platforms in gebruik. De eigenaar van het station is de Deutsche Bahn.

## Bron
- Google Search